# Plexus veineux prostatique
Les veines prostatiques forment un plexus prostatique bien marqué situé en partie dans la gaine du fascia prostatique et en partie entre la gaine et la capsule prostatique. Il entoure les faces antérieures et latérales de la prostate, et communique avec les plexus pudendal et vésical .
Le plexus veineux prostatique se draine dans la veine iliaque interne qui est connecté au plexus veineux vertébral, ce qui correspondrait à la voie des métastases osseuses du cancer de la prostate.
Il est parfois connu sous le nom de «plexus de Santorini», du nom de l'anatomiste italien Giovanni Domenico Santorini .